# Реклама на асфальте
Реклама на асфальте (реклама на тротуаре) — вид наружной рекламы, когда рекламной поверхностью становится асфальт тротуаров и дорог. Реклама наносится на поверхность с помощью различной краски. Одно из средств партизанского маркетинга.
В крупнейших городах России приобрёл популярность в 2009—2013 годах из-за имевшейся бреши в федеральном законодательстве, а также сложностей с привлечением заказчиков и организаторов к ответственности.

## Технология

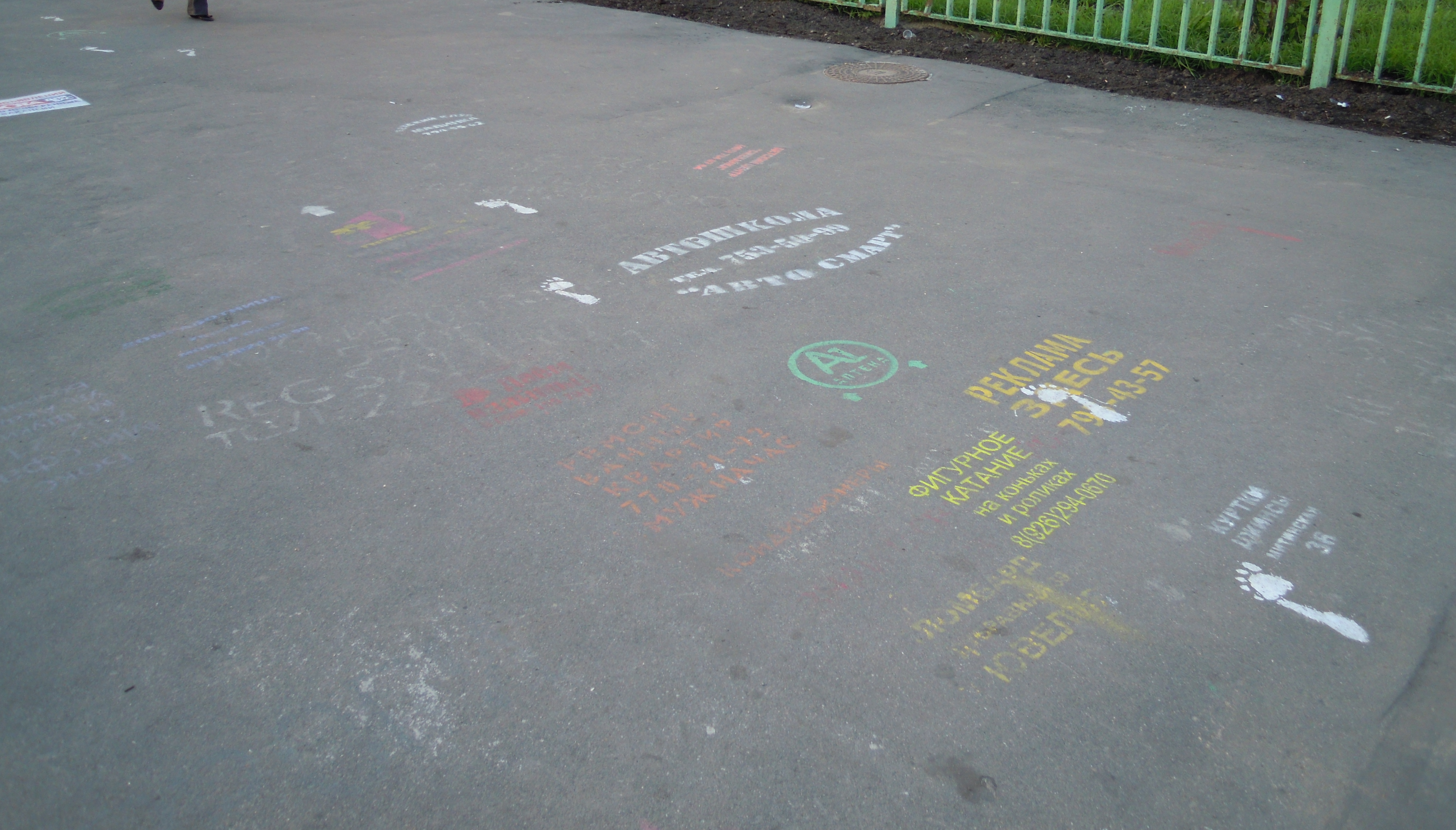
Реклама на асфальте

Реклама на асфальте технологически достаточно проста. Для нанесения информации на поверхность асфальта почти всегда используется трафарет и аэрозольная краска.
Для увеличения рабочего ресурса нанесения, который в среднем составляет 1-3 месяца, используют специальные лаки.
Трафареты для рекламы изготавливаются из пластика или картона. 80 % рекламы на асфальте выполнено в формате А2.
В редких случаях вместо нанесения рекламы с помощью красок применяется технология обратное граффити, при которой на грязной поверхности асфальта часть грязи удаляется, формируя изображение невысокой контрастности.

## История в России
Первые рекламные объявления на асфальте появились в Москве летом 2009 года. В 2010—2011 годах стали чаще использоваться в Санкт-Петербурге и других крупных городах России, таких как Новосибирск, Красноярск, Иркутск, Екатеринбург, Казань, Великий Новгород и т. д.
Типичные объявления состоят из текста и номера телефона, либо указателя в сторону рекламируемого объекта. Может добавляться логотип.
Некоторые представители малого и среднего бизнеса используют подобный вид рекламы, в том числе, из-за невысокой стоимости (порядка 5-15 тысяч рублей за 10 нанесений), оперативности (несколько дней от заказа до нанесения) и сравнительно высокой эффективности.
Значительные количества объявлений концентрируются у выходов метро, около остановок наземного общественного транспорта, подземных переходов.
С помощью такой рекламы рекламировались, помимо прочего сомнительные услуги, например: наркотики и смеси для курения,, финансовые пирамиды, интимные услуги. Кроме коммерческой рекламы, иногда встречаются социально-ориентированные обращения, например, направленные на формирование негативного образа алкоголя.
В Москве планировалось использовать подобный формат для нанесения туристических указателей, по аналогии с знаками напольной навигации в метро.

## Эволюция
В основе первых рекламных нанесений на асфальте лежал текст. Позже, главным образом в связи с ростом конкуренции среди рекламных агентств, всё чаще стали появляться рекламные нанесения с использованием изображений. К 2012 году появляются целостно законченные работы, с чётким семантическим ядром, выполненные в различных стилях (от классики до минимализма), а также объёмные изображения на асфальте (3D-реклама).

## Законодательное регулирование
Во многих странах подобный вид рекламы строго регламентируется.

### Россия
В 2013 году рассматривался законопроект № 600029-5 по внесению поправок в федеральный закон о рекламе, согласно которым реклама, наносимая на стены зданий, на поверхности тротуаров, велосипедных дорожек и автодорог, запрещалась. Однако, законопроект во втором чтении не был принят.
В принятом в мае 2013 года варианте закон упрощает демонтаж рекламы, кроме того органам местного самоуправления районов и округов передаётся право самостоятельно определять типы и виды разрешённых рекламных конструкций, в том числе располагаемых на зданиях и иных объектах недвижимости.
Сообщалось о штрафах, введенных в КоАП города Москвы в апреле 2013 года.
По сообщению издания «Невское время», акт нанесения рекламы на асфальт оценивается полицией как вандализм, однако для привлечения к ответственности необходима поимка преступника во время нанесения. В связи с этим она часто наносится по ночам. Штрафы, налагаемые на исполнителей — физических лиц — могут достигать от 3 до 5 тысяч рублей.
В октябре 2021 года в Санкт-Петербурге получил административный штраф гражданин, который наносил на асфальт рекламу услуг интимного характера. За это он получал 2 тысячи рублей в день. Штраф составил тоже 2 тысячи. Это максимальное наказание за нарушение статьи 6.11 КоАП РФ